# Taiwan Golden Bee

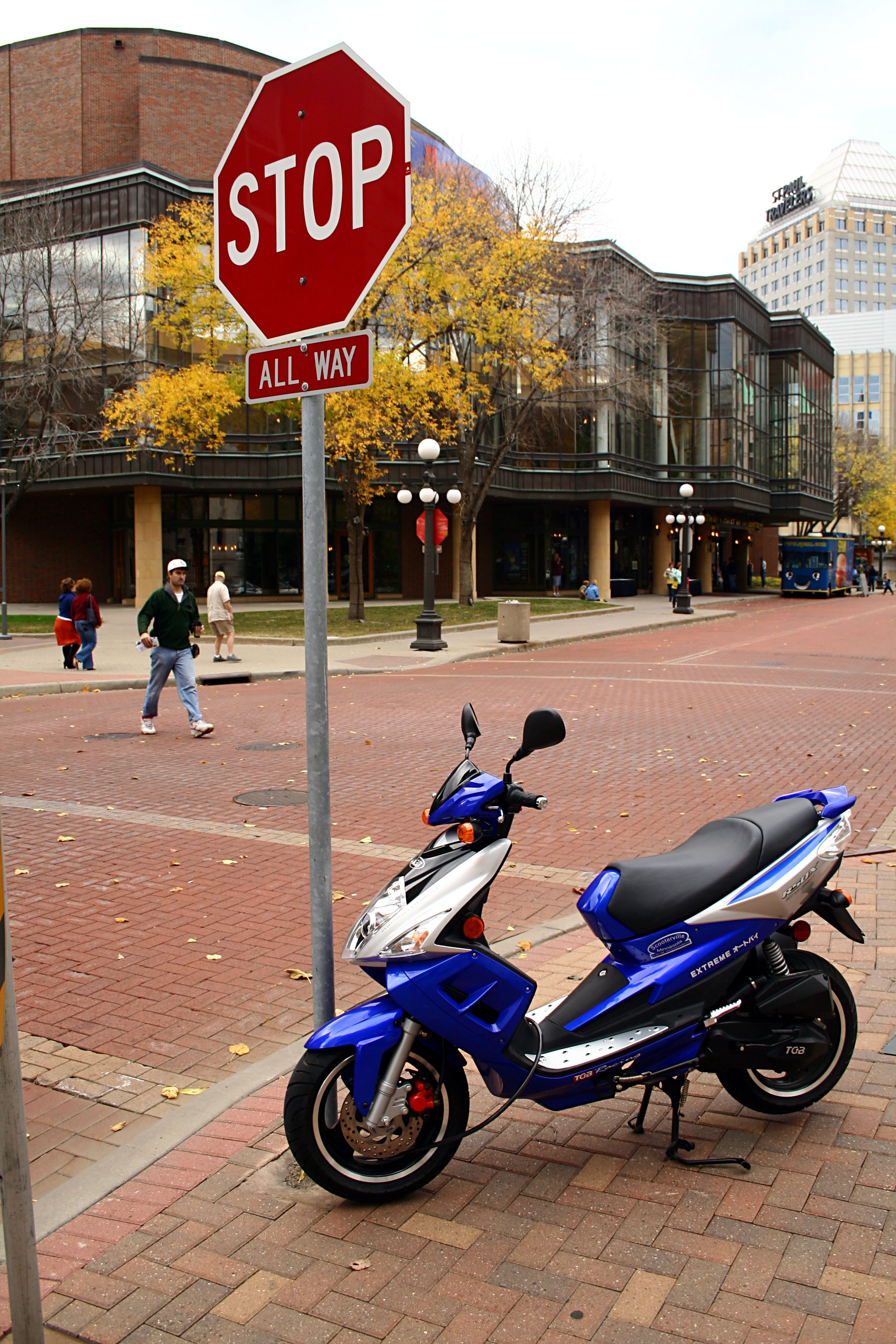
Modell R50X

Taiwan Golden Bee Co., Ltd. (TGB) (chinesisch 台灣金蜂, Pinyin Táiwān Jīn Fēng – „Taiwan Goldene Biene“) ist ein taiwanischer Produzent von Motorrollern und Quads.

## Unternehmen
TGB (Taiwan Golden Bee) wurde 1965 als Taiwan Vespa Co. Ltd. gegründet. Unter italienischer Lizenz wurden Piaggio-Motorroller für den taiwanischen Markt gefertigt.
1978 wurde das Unternehmen in Taiwan Golden Bee Co., Ltd. umbenannt und die Produktion von eigenen Fahrzeugen gestartet. Als Zulieferer von CVT-Gesamtsystemen fungiert TGB nicht nur als Fahrzeughersteller, sondern beliefert auch andere Produzenten wie Piaggio, Rotax / Can-Am, Peugeot, Polaris usw. Ein hoher Qualitäts- und Verarbeitungsstandard haben nicht nur eine langjährige Zusammenarbeit als Zulieferer der größten Hersteller ermöglicht, sondern konnten auch das Vertrauen der Konsumenten in die Fahrzeuge von TGB immer weiter stärken.
TGB ist seit über 20 Jahren erfolgreich am europäischen Markt vertreten und zählt mittlerweile zu den führenden Herstellern am europäischen Quad-/ ATV-Markt. Gemäß der Firmenphilosophie „Play Different“ besticht die TGB-Produktpalette sowohl im Zwei- als auch Vierradbereich durch Technik, Innovation, außergewöhnliches Design und Emotion bis ins kleinste Detail – schon auf den ersten Blick.
Verkleidungsteile sind meist Eigenbauten, jedoch werden Cockpits, Lenkerschalter und Motoren vorwiegend von Morini verbaut und hergestellt, die Motoren sind Lizenznachbauten von Moto Franco Morini, die unter anderem auch in Rollern von diversen „No-name“-Herstellern verbaut wurden.
TGB unterhält zwei Fabriken auf Taiwan, das Youn-An Plant mit 270 Mitarbeitern und einer Fläche von 31.260 Quadratmetern sowie das Ping-Tung Plant mit 170 Mitarbeitern und einer Fläche von 21.623 Quadratmetern.
Das Unternehmenskapital beträgt 190 Millionen Neue Taiwan-Dollar, etwa 4 Millionen Euro.

## Vertrieb in Deutschland
Seit 2001 werden die Fahrzeuge ausschließlich von der Zweirad-Einkaufs-Genossenschaft (ZEG) in Köln importiert. Der Verkauf erfolgte unter anderem durch die ZEG bereits seit 1997 unter dem Namen Pegasus. Von 1995 bis 2001 wurden zum Beispiel die Motorroller Ergon 50 und Akros 50 durch Auto-Teile-Unger (A.T.U) in Weiden in der Oberpfalz importiert. Der Verkauf erfolgte dort schließlich bis 2003 durch die Motor Sport Accessoires GmbH (MSA). Seit 2008 erfolgt der Vertrieb von Rollern und Quads in Deutschland durch den Importeur Leeb aus Österreich.

## Modelle
Zu den bekannten und aktuellen Modellen von TGB gehören:
- Akros
- Ergon
- Corona
- Sky
- Bullet Basic
- Bullet RR
- Bullet RS
- Tapo RR
- Tapo RS
- Bullet 2.0
- Bullet NEW
- Bellavita 125
- Bellavita 300
- TGB Blade 250/300/325
- TGB Blade IRS 500/525/550
- TGB Blade EFI 550/600
- TGB Target IRS 500/525/550[1]
- TGB Target EFI 550/600
- TGB Gunner IRS 550
- TGB Gunner EFI 550/600
- TGB Blade EFI 1000 LT
- Blade 600
- Blade 1000 Tgb Bunny AS 50